# Lerista christinae
Lerista christinae är en ödleart som beskrevs av  Storr 1979. Lerista christinae ingår i släktet Lerista och familjen skinkar. Inga underarter finns listade i Catalogue of Life.